# Ноанк (Коннектикут)
Ноанк (англ. Noank) — переписна місцевість (CDP) в США, в окрузі Нью-Лондон штату Коннектикут. Населення — 1654 особи (2020).

## Географія
Ноанк розташований за координатами 41°20′15″ пн. ш. 71°59′51″ зх. д. / 41.33750° пн. ш. 71.99750° зх. д. (41.337505, -71.997560).  За даними Бюро перепису населення США в 2010 році переписна місцевість мала площу 5,75 км², з яких 3,95 км² — суходіл та 1,80 км² — водойми.

## Демографія
Згідно з переписом 2010 року, у переписній місцевості мешкало 1796 осіб у 836 домогосподарствах у складі 503 родин. Густота населення становила 312 осіб/км².  Було 944 помешкання (164/км²).
Расовий склад населення:
| - 94,7 % — білих - 1,8 % — азіатів - 1,1 % — чорних або афроамериканців - 0,3 % — вихідців з тихоокеанських островів - 0,3 % — корінних американців |

До двох чи більше рас належало 1,8 %. Частка іспаномовних становила 2,1 % від усіх жителів.
За віковим діапазоном населення розподілялося таким чином: 17,0 % — особи молодші 18 років, 56,7 % — особи у віці 18—64 років, 26,3 % — особи у віці 65 років та старші. Медіана віку мешканця становила 51,6 року. На 100 осіб жіночої статі у переписній місцевості припадало 91,9 чоловіків;  на 100 жінок у віці від 18 років та старших — 89,2 чоловіків також старших 18 років.
Середній дохід на одне домашнє господарство  становив 108 010 доларів США (медіана — 88 750), а середній дохід на одну сім'ю — 136 710 доларів (медіана — 129 688). За межею бідності перебувало 5,2 % осіб, у тому числі 0,0 % дітей у віці до 18 років та 6,1 % осіб у віці 65 років та старших.
Цивільне працевлаштоване населення становило 1053 особи. Основні галузі зайнятості: освіта, охорона здоров'я та соціальна допомога — 24,5 %, виробництво — 17,9 %, науковці, спеціалісти, менеджери — 17,5 %.